# كيفن براون (لاعب كريكت)
كيفن براون (بالإنجليزية: Kevin Brown)‏ (1 يوليو 1941 في أستراليا - ) هو لاعب كريكت أسترالي. لعب مع فريق تسمانيا للكريكت.

## وصلات خارجية
- كيفن براون (لاعب كريكت) على موقع إي آس بي آن كريك إنفو (الإنجليزية)